# كوتن ميذر
كوتن ميذر (بالإنجليزية: Cotton Mather)، زميل الجمعية الملكية (12 فبراير/شباط 1663 – 13 فبراير/شباط 1728) كان قسًا بيوريتانيًا في نيو إنجلند ذا نفوذًا اجتماعيًا وسياسيًا، ومؤلفًا نشطًا له الكثير من المؤلفات، ومُحرضًا سياسيًا. يشتهر ميذر بدعمه الشديد لمحاكمات السحرة في سالم. ترك ميذر أيضًا تراثًا علميًا بفضل تجاربه في التهجين، وتأييده لاستخدام اللقاح لمكافحة الأمراض. أدى هذا إلى حرمانه من رئاسة هارفرد كوليدج، وهو منصب شغله والده، إنكريس، فيما سبق.

## محاكمات السحرة في سالم في 1692، وتأثير ميذر
في 1689، نشر ميذر مؤلفًا بعنوان "Memorable Providences" وضع فيه تفاصيل معاناة العديد من الأطفال في أسرة جودوين في بوسطن. أُدينت عاملة غسيل كاثلويكية تُدعى جودي جلوفر في هذه الواقعة بممارسة السحر وأُعدمت. اعتبر روبرت كالف، وهو ناقد في زمن ميذر، هذا المكتب مسئولًا عن تمهيد الطريق لمحاكمات السحرة في سالم والتي بدت بعد تلك الواقعة بثلاث سنوات.

## وصلات خارجية
- كوتن ميذر على موقع الموسوعة البريطانية (الإنجليزية)
- كوتن ميذر على موقع إن إن دي بي (الإنجليزية)

- مؤلفات Cotton Mather في مشروع غوتنبرغ
  - Salem Witchcraft and Cotton Mather by Charles Wentworth Upham at Project Gutenberg
- أعمال أو نبذة عن كوتن ميذر على أرشيف الإنترنت
- أعمال كوتن ميذر في ليبري فوكس
- Cotton Mather's writings
- Mather's influential commentary, collegiateway.org
- The Wonders of the Invisible World (1693 edition) in PDF format
- The Threefold Paradise of Cotton Mather: An Edition of "Triparadisus" (PDF format)
- Cotton Mather's "~Resolved~", A Puritan Father's Lesson Plan, neprimer.com
- Cotton Mather's "The Story of Margaret Rule", bartleby.com